# Seseli cantabricum
Seseli cantabricum är en flockblommig växtart som beskrevs av Johan Martin Christian Lange. Seseli cantabricum ingår i släktet säfferötter, och familjen flockblommiga växter. Inga underarter finns listade i Catalogue of Life.